# 2025 Armageddon – Willkommen im Multiversum
2025 Armageddon – Willkommen im Multiversum (Originaltitel 2025 Armageddon) ist ein US-amerikanischer Science-Fiction-Film von Michael Su aus dem Jahr 2022. Produziert wurde der Film von The Asylum. Als Hauptdarsteller wird Michael Paré geführt.

## Handlung
Ein unbekanntes, fliegendes Objekt (UFO) steuert Richtung Erde. Dabei wird die auf der Flugbahn befindliche Raumstation ISS zerstört. Etwa zeitgleich wird das Kampfschiff der United States Marine Corps unter der Führung von Ltc Madoyln Webb von einem gigantischen, an einen Piranha erinnernden Fisch angegriffen und versenkt. Dr. Quinn Ramsey, Leiterin der NASA-Missionskontrolle, trifft sich aufgrund der Ereignisse mit ihrem Vater, Thomas Ramsey, Präsident der Vereinigten Staaten, wird aber aufgrund eines mysteriösen Anrufs wieder angefordert. Zu ihrem Entsetzen werden mehrere Städte entweder von außerirdischen Raumschiffen oder gigantischen Monstern angegriffen.
Es stellt sich heraus, dass die Außerirdischen die Erde als ihren neuen Lebensraum erkoren haben und daher ihre Konkurrenten in Person der Menschheit ausrotten wollen. Sie haben tatsächlich die Kontrolle über die aggressiven, großen Tiere und schicken auch Kampfroboter los, um die Zivilisation zu zerstören. Daher wird eine Taskforce aus Wissenschaftlern und Militär ins Leben gerufen, um einen Gegenangriff starten zu können. Dazu gehören auch Ltc. Madoyln Webb und Dr. Quinn Ramsey, die Schwestern sind, sich aber in den letzten Jahren entfremdet haben und zwischen denen es immer wieder zu Spannungen kommt. Die Aufgabe an die Wissenschaftler ist klar: sie sollen ebenfalls Monster erschaffen, die sich denen der Angreifer entgegenstellen sollen. Außerdem soll das Wetter zu ihren Gunsten manipuliert werden.

## Hintergrund
Premiere hatte der Film am 16. Dezember 2022 in den USA. In Deutschland startete er am 23. Juni 2023 in den Videoverleih.
Der Film sieht sich selbst als Mockbuster zu bisherigen The-Asylum-Produktionen. So sind Monster, Tiere, Kampfschiffe oder Kampfroboter aus den Filmen Atlantic Rim, Megalodon – Die Bestie aus der Tiefe, Ape vs. Monster, Megaboa – 20 Meter, die fressen wollen, Mega Piranha oder der Sharknado-Filmreihe zu sehen. Viele Szenen wurden einfach erneut verwendet.

## Rezeption
Voices from the Balcony ist der Meinung, der Titel spiele zwar auf die neueren MCU-Filme an, erinnert aber eher an Godzilla: Final Wars, in dem auch mehrere Monster aus vergangenen Filmen erneut auftreten. Wie auch in diesem wird aber befunden, dass die Auftritte der Kreaturen, zum Beispiel des mehrköpfigen Haies aus 5-Headed Shark Attack oder 6-Headed Shark Attack, zu kurz ist. Es wird bemängelt, dass der Großteil des Films zwischen den Monsterkämpfen, Dialoge, hauptsächlich der Schwestern Madoyln Webb und Quinn Ramsey, ausmachen, und daher das Tempo immer wieder verschleppt wird. Generell wird der Film als „oberflächlich“ bezeichnet. Erneut werden auch die Effekte kritisiert. Final erhält der Film 1,5 von 5 möglichen Sternen.
Auf Rotten Tomatoes erhielt der Film aufgrund zu geringer Zuschauerwertungen keine Bewertung. In der Internet Movie Database erreicht der Film 3,0 von 10 Sternen bei rund 370 Bewertungen (Stand: Juni 2025).